# Campeonato Suizo de Tchoukball
El Campeonato Suizo de Tchoukball es una competición anual de tchoukball de ámbito nacional que se celebra en Suiza desde 1993.
En Suiza existen dos categorías de liga y en la competición regular cada equipo juega dos veces contra cada rival. En la Liga A, unos playoffs determinan al campeón. Al final de la temporada los dos últimos clasificados de la Liga A y los dos primeros de la Liga B juegan por los ascensos o descensos. El campeón de liga obtiene, así mismo, la clasificación para el Campeonato Europeo de Clubs.
En el campeonato suizo, como en la mayoría de los europeos, existe el requisito de juego mixto, por el que cada equipo debe presentar en cancha y en todo momento al menos un jugador de cada sexo. Adicionalmente, existe un campeonato exclusivamente femenino, así como campeonatos de categorías inferiores M21 y M16.

## Ganadores
El primer equipo de Val-de-Ruz (actualmente Val-de-Ruz Flyers) es el que más éxitos ha obtenido, con 14 títulos de campeón suizo de tchoukball.
| Año       | Campeón                      | Resultado                    | Finalista                    |
| --------- | ---------------------------- | ---------------------------- | ---------------------------- |
| 1993      | Val-de-Ruz                   |                              |                              |
| 1994      | Val-de-Ruz (2)               |                              |                              |
| 1995      | Val-de-Ruz (3)               |                              |                              |
| 1996      | Val-de-Ruz (4)               |                              |                              |
| 1997      | Val-de-Ruz (5)               |                              |                              |
| 1998      | Val-de-Ruz (6)               |                              |                              |
| 1999      | Val-de-Ruz (7)               |                              |                              |
| 2000      | Val-de-Ruz (8)               |                              |                              |
| 2000-2001 | Val-de-Ruz (9)               |                              |                              |
| 2001-2002 | Val-de-Ruz (10)              |                              |                              |
| 2002-2003 | Val-de-Ruz (11)              | 63-58                        | La Chaux-de-Fonds            |
| 2003-2004 | Lausanne                     | 58-56                        | Genève                       |
| 2004-2005 | Lausanne (2)                 | 59-54                        | Genève                       |
| 2005-2006 | Lausanne 1 (3)               | 64-40                        | Meyrin                       |
| 2006-2007 | Lausanne 1 (4)               | 59-49                        | Genève 1                     |
| 2007-2008 | Lausanne 1 (5)               | 2-0*                         | La Chaux-de-Fonds            |
| 2008-2009 | Genève 1                     | 2-0*                         | Lausanne 1                   |
| 2009-2010 | Chambésy                     | 2-0*                         | Val-de-Ruz 1                 |
| 2010-2011 | Val-de-Ruz 1 (12)            | 2-1*                         | Lausanne                     |
| 2011-2012 | Chambésy Panthers (2)        | 2-0*                         | Val-de-Ruz Flyers            |
| 2012-2013 | Chambésy Panthers (3)        | 2-1*                         | Val-de-Ruz Flyers            |
| 2013-2014 | Chambésy Panthers (4)        | 2-0*                         | Piranyon Origin              |
| 2014-2015 | Chambésy Panthers (5)        | 2-0*                         | Val-de-Ruz Flyers            |
| 2015-2016 | Meyrin-Chambésy Panthers (6) | 2-0*                         | Val-de-Ruz Flyers            |
| 2016-2017 | Meyrin Panthers (7)          | 2-0*                         | Lausanne Olympic             |
| 2017-2018 | La Chaux-de-Fonds            | 2-1*                         | Val-de-Ruz Flyers            |
| 2018-2019 | Val-de-Ruz Flyers (13)       | 82-81**                      | Meyrin Panthers              |
| 2019-2020 | Cancelado debido al Covid-19 | Cancelado debido al Covid-19 | Cancelado debido al Covid-19 |
| 2020-2021 | Cancelado debido al Covid-19 | Cancelado debido al Covid-19 | Cancelado debido al Covid-19 |
| 2021-2022 | Geneva Dragons (2)           | 77-70**                      | La Chaux-de-Fonds Beehives   |
| 2022-2023 | Val-de-Ruz Flyers (14)       | 88-68**                      | Geneva Dragons               |
| 2023-2024 | Geneva Dragons (3)           | 71-70**                      | Val-de-Ruz Flyers            |
| 2024-2025 | Geneva Dragons (4)           | 95-83**                      | Lausanne Olympic             |

*Desde la temporada 2007-2008 hasta la temporada 2017-2018, las finales del campeonato se jugaron en forma de playoffs al mejor de tres partidos.
**A partir de la temporada 2018-2019, la final se llevó a cabo como parte del Día de las Finales y se jugó como un partido único.